# Storia della rupia

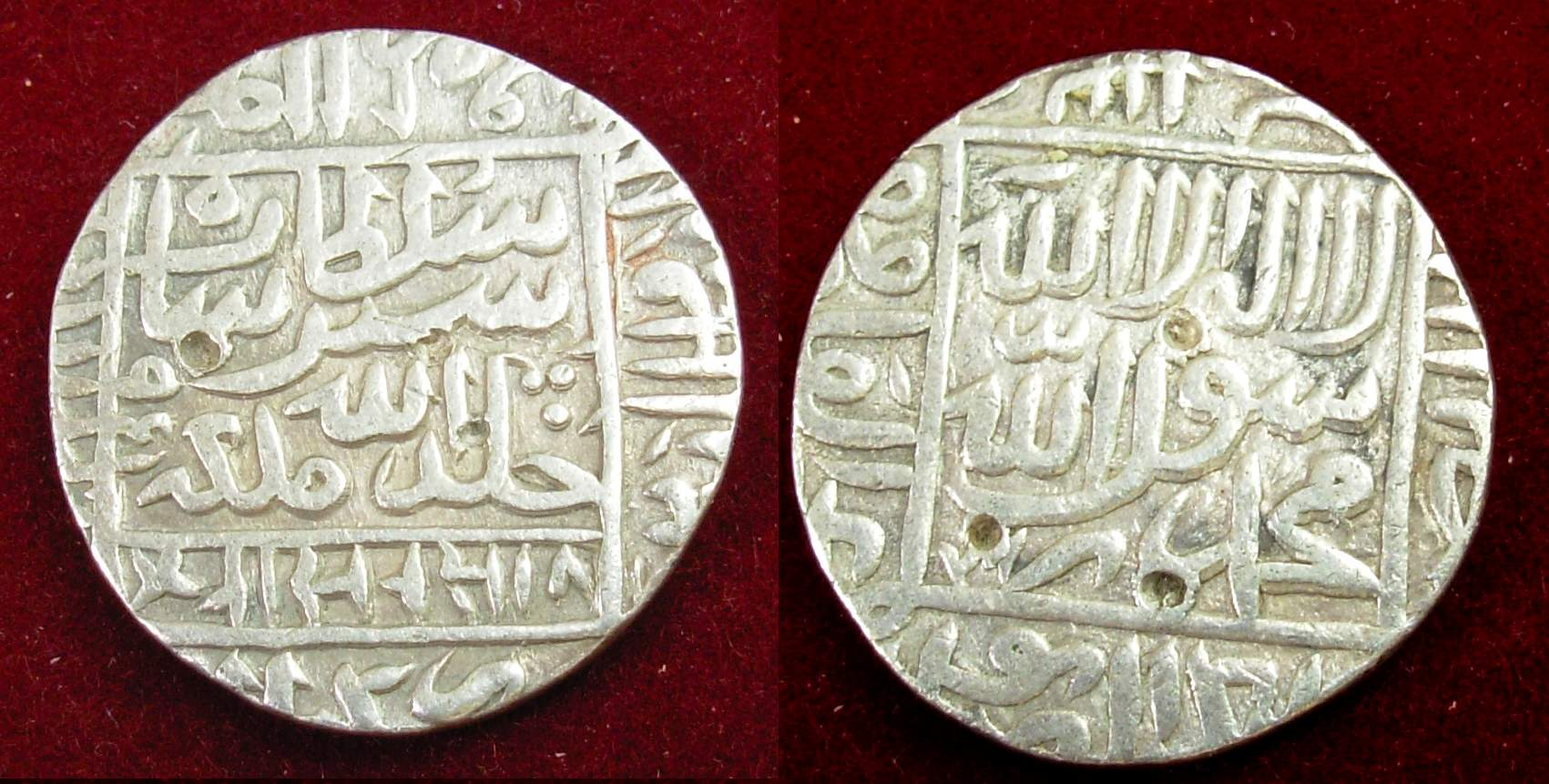
La Rupiya realizzata da Sher Shah Suri, 1540-1545, fu la prima rupia

L'Antica India (l'attuale Pakistan e India nord-occidentale) fu uno dei primi paesi al mondo a coniare delle monete, intorno al VI secolo a.C., insieme con il wén cinese e lo statere della Lidia. L'origine della parola "rupia"  è da ricercarsi in  rūp o rūpā, ovvero "argento", in molte lingue indoarie, come ad esempio l'hindi. La parola sanscrita rupyakam (Devanagari: रूप्यकम्) significa "moneta d'argento". La parola derivata Rūpaya era usata per chiamare la moneta introdotta da Sher Shah Suri durante il suo regno dal 1540 al 1545. La Rūpaya originale era una moneta d'argento che pesava 175 grani (circa 11,34 grammi). La moneta venne usata fin da allora ed anche durante il periodo britannico. Formalmente la rupia era divisa in 16 anna, 64 paisa o 192 pie. In Arabia e nell'Africa Orientale la rupia dell'India Britannica era diffusa, compresi i paisa, fino alla Colonia di Natal. Anche nella Somalia italiana venne usata, dal 1909 al 1925, una moneta denominata rupia (somalo: روپيا), mentre il paisa era chiamato besa (somalo: بيزا).
Tra le prime banconote si ricordano quelle emesse dalla Bank of Hindustan (1770–1832), dalla General Bank of Bengal and Bihar (1773–75, istituita da Warren Hastings) e dalla Bengal Bank (1784–91).
Storicamente la rupia era una valuta basata sull'argento. Questo ebbe gravi conseguenze nel XIX secolo, quando le economie più forti erano basate sull'oro. La scoperta di vaste quantità di argento negli Stati Uniti e in diverse colonie europee portarono al declino dell'argento sull'oro. Improvvisamente la valuta indiana non fu più in grado di acquistare abbastanza prodotti dall'estero. Questo evento è conosciuto come "la caduta della Rupia".

## Storia del cambio

INR contro USD

| Anno              | Tasso di cambio (Rupie per US$) |
| ----------------- | ------------------------------- |
| 1952              | 5,000                           |
| 1970              | 7,576                           |
| 1975              | 8,409                           |
| 1980              | 7,887                           |
| 1985              | 12,369                          |
| 1990              | 17,504                          |
| 1995              | 32,427                          |
| 2000              | 45,000                          |
| 2006              | 48,336                          |
| 2007 (Ottobre)    | 38,48                           |
| 2008 (Giugno)     | 42,51                           |
| 2008 (Ottobre)    | 48,88                           |
| 2009 (Ottobre)    | 46,37                           |
| 2010 (22 gennaio) | 46,21                           |
| 2011 (Aprile)     | 44,17                           |